# Neunzehnpunkt-Marienkäfer
Der Neunzehnpunkt-Marienkäfer oder Teich-Marienkäfer (Anisosticta novemdecimpunctata) ist ein Käfer aus der Familie der Marienkäfer (Coccinellidae).

## Beschreibung
Die Käfer werden drei bis vier Millimeter lang, ihr Körper ist langgestreckt und verhältnismäßig schwach gewölbt. Sie haben gelbe, orange bis rötliche oder rosafarbene Deckflügel, die 19 schwarze Punkte aufweisen. Auch auf dem beigen bis gelben Halsschild finden sich sechs schwarze Flecke, die durch Ausläufer untereinander verbunden sein können. Die Variabilität ist geringer als bei anderen Arten. Es kommt nur selten zu Fleckverbindungen oder zum Fehlen eines Flecks. Die Beine sind gelb, die Fußspitzen und Klauen sind etwas dunkler gefärbt. Die Deckflügel sind punktiert und dazwischen fein chagriniert. Die Klauen sind ungezähnt.

## Vorkommen
Die Käfer sind in Mitteleuropa häufig, vor allem in Sumpfgebieten. Sie sitzen auf Sumpf- und Wasserpflanzen wie Schilf (Phragmatides spec.), Seggen (Carex spec.), Schwaden (Glyceria spec.) und gelegentlich auch auf Weiden (Salix spec.) und jagen dort Blattläuse.

## Verbreitung
Die Art ist in Eurasien, im Norden bis Südnorwegen, Mittelschweden und -finnland verbreitet. In England und Irland ist der Neunzehnpunkt-Marienkäfer dagegen nur lokal anzutreffen.